# Al-Mummia
Al-Mummia é um filme de drama egípcio de 1969 dirigido e escrito por Shadi Abdel Salam. 
Foi selecionado como representante do Egito à edição do Oscar 1970, organizada pela Academia de Artes e Ciências Cinematográficas.[carece de fontes?]

## Elenco
- Ahmed Marei
- Ahmad Hegazi
- Zouzou Hamdy El-Hakim
- Nadia Lutfi